# Lucio Fontana

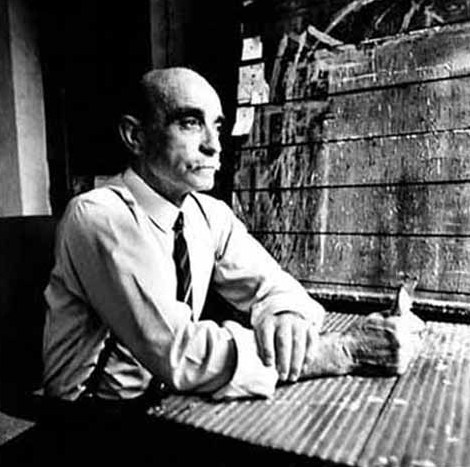
Lucio Fontana

Lucio Fontana, född 19 februari 1899 i Rosario, Argentina, död 7 september 1968 i Comabbio, Italien, var en italiensk konstnär och skulptör av argentinsk börd. 

## Biografi
Under 1930-talet var Fontana medlem i gruppen Abstraction-Création och lanserade "spatialismen" som kombinerade influenser från dadaism och konkret konst.
Han arbetade ursprungligen i en av kubismen påverkad skulpturstil. Allifrån 1940-talet ägnade han sig åt ett djärvt experimenterande och sökte upphäva de traditionella gränserna mellan skulptur och måleri. 
Fontana är bland annat känd för sina enfärgade målningar med uppskurna dukar. Fontana är representerad vid bland annat Göteborgs konstmuseum och Moderna museet.